# Seattle Opera

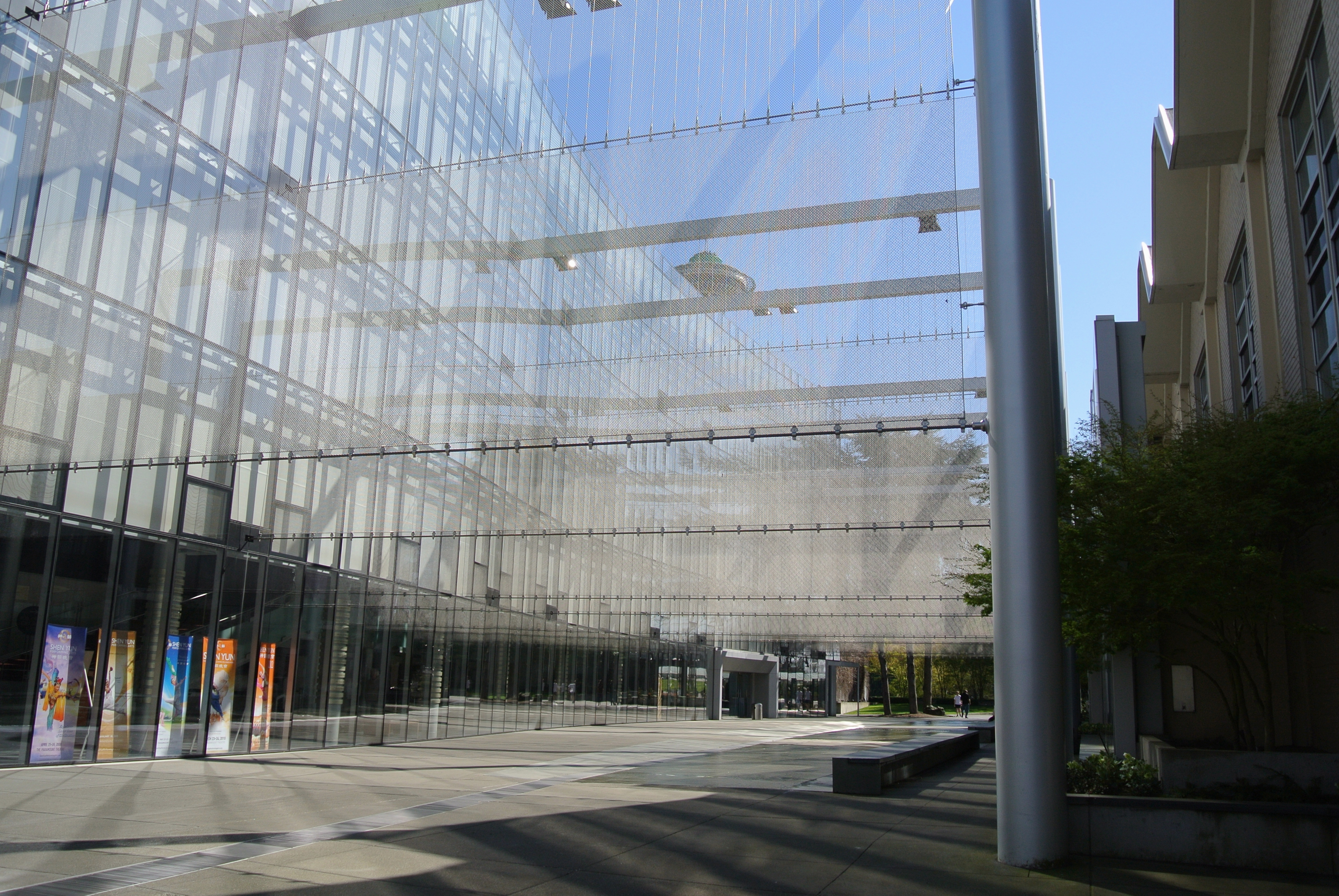
La facciata di Marion Oliver McCaw Hall al Seattle Center, vista dalla Passeggiata di Kreielsheimer, con lo Space Needle sullo sfondo

La Seattle Opera è una compagnia d'opera situata a Seattle, nello stato di Washington. Fu fondata nel 1963 da Glynn Ross, che è stato il primo direttore generale della compagnia fino al 1983. La stagione della Seattle Opera va da agosto a fine maggio, con cinque o sei opere offerte e da otto a dieci rappresentazioni ciascuna, spesso con doppi cast per i ruoli principali, per consentire successive presentazioni serali.
Il secondo direttore generale dell'Opera di Seattle fu Speight Jenkins, che ritiratosi nel 2014. Fu sostituito da Aidan Lang.
Dall'agosto 2003 la compagnia ha presentato opere nella Marion Oliver McCaw Hall, costruita sul sito della vecchia Seattle Opera House nel Seattle Center. La compagnia non ha un direttore musicale a tempo pieno. Nell'ottobre 2007, la Seattle Opera ha annunciato la nomina di Asher Fisch come direttore ospite principale della compagnia.

## Gli anni di Ross
Fin dall'inizio Ross vedeva la compagnia come qualcosa che doveva essere venduto utilizzando tecniche simili a quelle usate per vendere l'intrattenimento popolare. "Per vendere l'opera ... devi attirare la loro attenzione con un po' di brio: devi essere simpatico, devi essere in grado di comunicare e devi trasmettere il tuo messaggio con il miglior prodotto possibile che tu possa gestire." Nel 1970 H.C. Schonberg del The New York Times confrontava l'approccio dell'Opera di Seattle al marketing con l'allora compassato marketing del Metropolitan Opera di New York: "Là fuori vedi i pulsanti della campagna con la scritta Opera Lives. È a Seattle dove puoi guardare in cielo e trovare un aeroplano che scrive in cielo le virtù dell'Opera di Seattle: ci sono persino adesivi per auto sulla compagnia d'opera ". Successivamente Schonberg osservò favorevolmente "l'aria di freschezza e sperimentazione che contrasta vividamente con la sbiadita, provata e vera, ma stanca professionalità in altri teatri d'opera che si potrebbero citare".

## Richard Wagner alla Seattle Opera
La compagnia è nota per le sue rappresentazioni delle opere di Richard Wagner, compreso il ciclo dell'Anello. Nel 1975, fu la prima compagnia americana ad eseguire il ciclo nella sua interezza nel giro di una settimana da quando il Metropolitan lo aveva fatto nel 1939.

### L'anello del Nibelungo

#### "Anello 1," 1975-1984
Iniziando con una produzione di La Valchiria per un anno, e successivamente ogni anno con Sigfrido e, infine, Il crepuscolo degli dei, Ross annunciò nel 1975 che L'oro del Reno avrebbe preceduto gli altri nel realizzare il primo ciclo dell'Anello consecutivo nel giro di sei giorni a luglio. Nonostante la modernizzazione delle produzioni operistiche che Ross trovò al Festival di Bayreuth, quelle di Seattle dovevano essere produzioni tradizionali e fare appello agli amanti della tradizione.
Due cicli consecutivi dell'Anello, ciascuno in tedesco e inglese, furono presentati ogni anno tra il 1975 e il 1983. L'adattamento di Andrew Porter, allestito per English National Opera e che aveva un prezzo inferiore al ciclo in lingua tedesca, portò molti nuovi ascoltatori di Wagner. Originariamente diretto da George London con regista John Naccarato, le successive presentazioni furono dirette da Lincoln Clark tra il 1976 e il 1983 e dal tenore Ragnar Ulfung nel 1984. Henry Holt diresse tutti i cicli. Gli spettacoli furono molto ben seguite e ricevettero un buon giudizio dalla stampa.
Nel 1982 il ciclo richiamava amanti dell'opera provenienti da tutti gli Stati Uniti, così come da molti altri paesi del mondo e Seattle sembrava essere un serio rivale di Bayreuth.

#### "Anello 2," 1985-1995
Speight Jenkins fu nominato Direttore Generale nel 1983 ed iniziò immediatamente a creare una nuova produzione dell'Anello. La valchiria apparve per prima, nel 1985, seguita da cicli completi nel 1986, 1987, 1991 e 1995. (Jenkins decise che la compagnia poteva ottenere prestazioni di qualità superiore presentando l'Anello ogni quattro anni.) La nuova produzione fu diretta da Francois Rochaix , con scene e costumi disegnati da Robert Israel, luci disegnate da Joan Sullivan ed i sopratitoli (i primi mai creati per l'Anello) di Sonya Friedman. La produzione ambientò l'azione in un mondo teatrale del diciannovesimo secolo. Inizialmente controverso, fece il tutto esaurito nel 1995. Tra i direttori ci sono stati Armin Jordan (La valchiria nel 1985), Manuel Rosenthal (1986) e Hermann Michael (1987, 1991 e 1995).

#### "Anello 3," 2000-2013
Jenkins assunse un nuovo team creativo per concepire la produzione del terzo Anello della Seattle Opera, che fu inaugurato nel 2000 (L'oro del Reno e La Valchiria) e nel 2001 (il ciclo completo) e replicato nel 2005, 2009 e 2013. Il Direttore Stephen Wadsworth, lo scenografo Thomas Lynch, il costumista Martin Pakledinaz, il regista delle luci Peter Kaczorowski crearono una produzione che divenne nota come il "Green" Ring (l'Anello Verde), ispirata in parte dalla bellezza naturale del Pacifico nord-occidentale. Armin Jordan tornò a dirigere nel 2000, Franz Vote nel 2001 e Robert Spano nel 2005 e 2009. La produzione del 2013, diretta da Asher Fisch, è stata pubblicata come registrazione commerciale su compact disc e su iTunes. Le produzioni hanno presentato cantanti come Greer Grimsley, Stephanie Blythe, Ewa Podles, Jane Eaglen, Richard Paul Fink, Margaret Jane Wray e Stephen Milling.

### Speight Jenkins e Wagner
Dopo aver assunto la guida della Seattle Opera nel 1983, Speight Jenkins dichiarò l'obiettivo di produrre tutti e dieci i principali lavori di Wagner a Seattle. Iniziando con il Tannhäuser nel 1984 (la prima produzione dell'opera di Seattle con i sottotitoli), Jenkins raggiunse finalmente il suo obiettivo con la produzione del Parsifal dell'agosto 2003 che aprì la McCaw Hall.

## I cantanti
La Seattle Opera attira alcuni dei migliori cantanti lirici del mondo sul suo palcoscenico. Alcuni degli artisti di rilievo che sono apparsi nelle produzioni comprendono:
- Harolyn Blackwell - una figura regolare sul palcoscenico della Settle Opera negli anni '90 e 2000, le sue credenziali con la compagnia comprendono i ruoli di protagonista in Lucia di Lammermoor di Donizetti e in Lakmé di Delibes.
- Lawrence Brownlee - è stato un partecipante del programma Young Artist della Seattle Opera. Da allora è apparso come Ernesto nel Don Pasquale di Donizetti, Arcadio in Florencia en el Amazonas di Catan, Arturo ne I puritani di Bellini, Almaviva in Il barbiere di Siviglia di Rossini, Tonio in La figlia del reggimento di Donizetti, Don Ottavio in Don Giovanni di Mozart e il Conte Ory ne Il Conte Ory di Rossini.
- Kevin Burdette - ha debuttato con la compagnia nel 2006 come Mustafà in L'italiana in Algeri di Rossini.
- Richard Cassilly - ha debuttato con la compagnia come Manrico nell'aprile del 1967 accanto a Leonora di Eileen Farrell e al Conte di Luna di Sherrill Milnes.
- Diane Curry - Dal 1981-1986 Curry si esibisce ogni anno nel ciclo dell'Anello di Wagner della Seattle Opera sotto la direzione di Speight Jenkins, interpretando Fricka in L'oro del Reno e La Valchiria e Waltraute/Second Norn in Il crepuscolo degli dei.
- Geraldine Decker - Dal 1974-1987 Decker si esibisce ogni anno nel ciclo dell'Anello di Wagner della Seattle Opera sotto la direzione di Speight Jenkins, come Erda in Das Rheingold e Siegfried, Schwertleite in Die Walküre, e nella Prima Norn in Il crepuscolo degli dei.
- Jane Eaglen - ha fatto il suo debutto americano così come il suo debutto nella Seattle Opera nella produzione del 1994 della Norma di Bellini. Precedentemente sconosciuta, fu scelta personalmente da Speight Jenkins per sostituire Carol Vaness quando quest'ultima non fu in grado di cantare a causa di problemi medici. Continuò a cantare Turandot, Isotta, Brünnhilde, Arianna, Ortrud, Senta e altri ruoli con la compagnia.
- Joyce El-Khoury - ha cantato in tutti gli spettacoli del 2016 di Maria Stuarda a causa di un'indisposizione di un collega.
- Renée Fleming - ha fatto il suo debutto con la compagnia cantando il ruolo del protagonista nella produzione del 1990 di Rusalka di Dvořák.
- Nuccia Focile - è apparsa in molte produzioni, tra cui il ruolo da protagonista nella produzione del 2007 di Ifigenia in Tauride di Gluck e Susanna in Le nozze di Figaro nel 2016. La compagnia l'ha battezzata "Artista dell'Anno" per le sue interpretazioni del 2013 di La voix humaine.
- Greer Grimsley - fece il suo debutto come Telramund in Lohengrin nel 1994 (ripreso nel 2004), poi tornò per Escamillo (1995), Mefistofele (1997), Kurwenal (1998 e 2010), Scarpia (2001, 2007 e 2015), Donner e Gunther (2001), Amfortas (2003), Jack Rance (2004), Wotan (2005, 2009 e 2013), Olandese Volante (2007 e 2016) e Don Pizarro (2012).
- Andrea Gruber - ha cantato numerosi ruoli con la compagnia, tra cui il ruolo del protagonista in Aida di Verdi
- Megan Marie Hart - è stato un partecipante del programma Young Artist della Seattle Opera. È apparsa nel ruolo di Tytania in Sogno di una notte di mezza estate di Britten (con Anthony Roth Costanzo come Oberon), Nella in Gianni Schicchi di Puccini e Zerbinetta in Ariadne auf Naxos di Strauss, tra gli altri ruoli.[3]
- Ben Heppner - ha eseguito il suo primo Tristano in Tristano e Isotta di Wagner con la Seattle Opera nel 1998. Altri ruoli presso la Seattle sono Walther von Stolzing, Lohengrin e Andrea Chenier.
- Bette Midler - ha interpretato l'Acid Queen nella produzione della Seattle Opera di Tommy dei The Who, la prima volta in cui è stata eseguita in un formato teatrale.
- Brett Polegato - ha fatto il suo debutto con la compagnia come Henry Miles nella produzione del 2005 di The End of the Affair di Jake Heggie.
- Alberto Remedios - che apparve come Sigfrido nel ciclo dell'Anello con la compagnia negli anni '70.
- Gidon Saks - è apparso in diverse produzioni di Wagner con la compagnia.
- Beverly Sills - ha fatto il suo debutto con la compagnia nel 1965 come Mimi in La bohème di Puccini. È stata l'unica volta in cui lei ha cantato quel ruolo sul palco.
- Joan Sutherland - interpretò Lakmé per la compagnia nel 1967, poi tornò come donna Anna, le tre eroine di I racconti di Hoffmann e Sita ne Le Roi de Lahore.
- Carol Vaness - si esibiva spesso con la compagnia negli anni '80 e '90.

## Direttori d'orchestra e direttori artistici
Seattle Opera invita spesso registi e direttori ospiti a prendere parte alle sue produzioni. I direttori d'orchestra e i direttori artistici degni di nota comprendono:
- Christopher Alden - ha fatto il suo debutto con la compagnia nel 1990[4] dirigendo il Don Giovanni di Mozart.
- Asher Fisch - ha esordito all'apertura della McCars Hall con il Parsifal, ed è tornato a dirigere Lohengrin, Der fliegende Hollander, Tristan und Isolde, Fidelio, e Der Ring des Nibelungen (pubblicato come registrazione di CD commerciali). Ha vinto l'"Artista dell'Anno" per aver diretto Der Rosenkavalier (2006) e Turandot (2012).
- Richard Pearlman - ha diretto la prima produzione teatrale professionale dell'opera rock Tommy dei The Who con Bette Midler nel 1971.
- Bartlett Sher - ha esordito alla regia con la produzione della compagnia di Il lutto si addice ad Elettra di Marvin David Levy.
- Robert Spano - ha diretto le produzioni 2005 e 2009 del ciclo dell'Anello.
- Werner Torkanowsky - ha diretto la produzione del 1974 di Mefistofele di Boito.

## Opere nuove
La Seattle Opera sostiene la creazione di nuove opere e ha commissionato diversi lavori nel corso della sua storia. Le nuove opere eseguite dalla compagnia comprendono:
- Carlisle Floyd - Uomini e topi (1970)
- Thomas Pasatieri - Calvary (1971)
- Thomas Pasatieri - Black Widow (1972)
- Daniel Catán - Florencia en el Amazonas (1998)
- Marvin David Levy - Il lutto si addice ad Elettra (2003, prima della versione rimaneggiata)
- Daron Hagen - Amelia (2010)